# Insula Ellef Ringnes
Insula Ellef Ringnes este o insulă nelocuită din Arhipelagul Arctic Canadian, aparținând administrativ de regiunea Qikiqtaaluk a teritoriului Nunavut din Canada. Cu o suprafață de 11295 km2 ,  ocupă locul 69 în lume și locul 16 în Canada.
Insula face parte din grupul Insulelor Sverdrup și se află la sud-vest de insula Axel Heiberg, de care este despărțită prin canalul Peary, la nord de insula Bathurst și respectiv la est de insulele Mackenzie King și Borden, de care este despărțită prin segmente largi ale Oceanului Arctic. În sud-vestul insulei se întinde strâmtoarea Hassel care o desparte de insula Amund Ringnes. În vecinătatea insulei se află o serie de insule mai mici, precum insula King Christian, insula Thor etc.
Insula a fost descoperită în cursul expediției conduse de Otto Sverdrup între 1898 și 1902 și numită de acesta în onoarea unuia din patronii fabricii de bere Ringnes, care a contribuit la finanțarea expediției sale . Insula a fost revendicată de Norvegia până în 1930, când a fost recunoscută suveranitatea Canadei asupra acestei insule, .

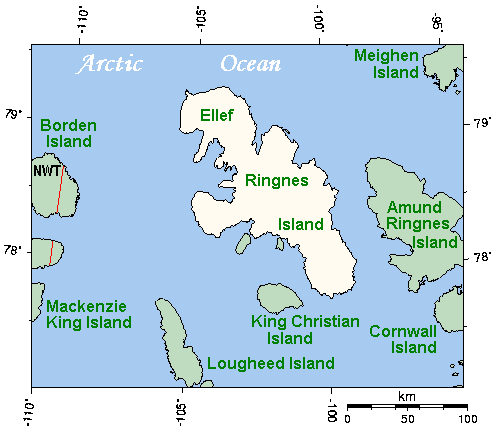
Insula Ellef Ringnes şi împrejurimile sale

Din 1948, pe coasta de vest a insulei a funcționat stația meteorologică Isachsen. Stația a fost închisă în 1978 datorită unor constrângeri bugetare și înlocuită cu o stație automată. . Această stație deține recordul pentru cel mai ridicat indice de severitate climatică din Canada .
În aprilie și mai 1994, cercetători canadieni și australieni au determinat că Polul Nord Magnetic se afla la acea dată în sud-vestul insulei Ellef Ringnes, la 78.3° N, 104.0° W. Ulterior, polul s-a deplasat înspre nord-nord-vest .